# Richard Bull
Richard William Bull  (Zion, Illinois, 26 de juny de 1924 – Calabasas, Califòrnia, 3 febrer de 2014) fou un actor de cinema, teatre i televisió nord-americà. És conegut principalment per haver interpretat Nels Oleson, a la sèrie NBC de Little House on the Prairie.

## Vida personal
Richard Bull va començar la seva carrera de al famós Teatre Goodman de Chicago. Ell va sortir de Los Angeles el 1994 amb la seva dona Barbara " Bobbi " Collentine i van anar a viure a Chicago, on ell havia estudiat.
Bull morí el matí del 3 febrer del 2014 al campus de fons cinematogràfic Televisió a Calabasas, Califòrnia, d'un pneumònia. Ell tenia 89 anys.

## Carrera
Richard Bull va fer gairebé 100 aparicions en cinema i televisió, incloent les següents:

### Televisió
- Harrigan and Son (1961) com Lawson en "Tots eren al Pas Però Jim "
- En l'últim moment (1964) com Phil Whitman en "Diumenge Pare "
- Viatge al fons del mar (1964-1968 Sèrie de TV) com el metge, diversos episodis
- Kentucky Jones (1965), com Harold Erkel en els episodis " La víctima " i " El retorn de Wong Lee "
- Light Blue (1966) en l'episodi " El sacrifici ! "
- Missió Impossible (1966) com un agent de la Força missions impossibles
- Gomer Pyle, USMC (1966) com el psicòleg en l'episodi " Gomer i els homenets espai"
- Mannix (1968-1974) 7 episodis com 4 personatges diferents
- Bonança (1969-1972) com Jess Hill (2 episodis)
- Els carrers de San Francisco (1973-1974) com El Forense
- Barnaby Jones (1973-1976) 4 episodis com J.I. Fletcher
- Terror Cec (1973) com el Sr. Strather
- Potser per matar (1973) com J.I. Fletcher
- Little House on the Prairie (1974-1983) com a Nels Oleson
- Wipeout (1976) com Xèrif Safian
- Pujol Street Blues (1985) com el capità. El pare de Furillo
- Autopista cap al cel (1985) com el metge (2 episodis)
- Dones Dissenyar (1988) com Everett
- Normal com Roy, Sr.

### Pel·lícules
- El virus de Satan (El Satan Bug) (1965) Com agent federal
- L'hora de les pistoles (Hour of the Gun) (1967)
- El cas de Thomas Crown (The Thomas Crown Affair) (1968)
- La nit dels gegants (The Stalking Moon) (1968) com el metge
- Moonfire (1970) com Leslie Russell
- The Andromeda Strain (1971) com una important força aèria
- High Plains Drifter (1973) com Asa Goodwin
- Acció executiva (Executive Action) (1973) com un pistoler a " Equip A "
- The Parallax View (1974) com un Parallax Goon
- Witless Protection (2008) com Xèrif Smoot